# فهمی شریف العبوشی
فهمی شریف العبوشی اهل فلسطین در سال ۱۸۹۵ در شهر جنین زاده شد و در سال ۱۹۷۵ وفات یافت. وی یکی از پیشتازان جنبش ملی فلسطین و از پایه‌گذاران حزب استقلال عربی در ۱۹۳۲ بوده‌است. در سال‌های ۱۹۳۴ تا ۱۹۳۸ شهردار شهرک جنین و از ۱۹۴۴ تا ۱۹۴۸ مدیر بانک امت عربی بوده‌است. وی توانمندی بالایی در فن سخنوری داشته و نقولا زیاده از مورخین عرب او را از سخنوران درجه یک بشمار آورده‌است. وی به عنوان یکی از ۱۰۰ شخصیت فلسطینی که نقش فرماندهی در جنبش ملی فلسطین در زمان اشغال انگلیس ایفا کرده توصیف شده‌است.

## فعالیت‌ها
فهمی در دوران قیمومت انگلیس بر فلسطین، در کنفرانس‌ها، کمیته‌ها و جمعیت‌های فلسطینی متعددی شرکت داشت و نماینده زادگاهش جنین در تعدادی از این کنفرانس‌ها بود:
- عضو کنفرانس پنجم عرب – فلسطین در سال ۱۹۲۲
- عضو کمیته اجرایی کنفرانس عرب – فلسطین در سال ۱۹۲۸
- رئیس کنفرانس نابلس برای حل و فصل موضوع تسلیح یهودیان در سال ۱۹۳۱
- عضو کنفرانس جوانان فلسطین در سال ۱۹۳۲
- از پایه‌گذاران حزب استقلال عربی در سال ۱۹۳۲
- نماینده شهر جنین در جلسه ویژه کمیته اجرایی برای بحث در مورد مهاجرت و فروش زمین‌ها در سال ۱۹۳۳
- عضو کنفرانس بلودان در سودان در مورد رد تصمیم تقسیم فلسطین در سال ۱۹۳۷
- عضو جمعیت خیریه اسلامی در جنین
- عضو کمیته شهر جنین (تا هنگام وفات)[۲][۳]

## پیوستن به حزب استقلال

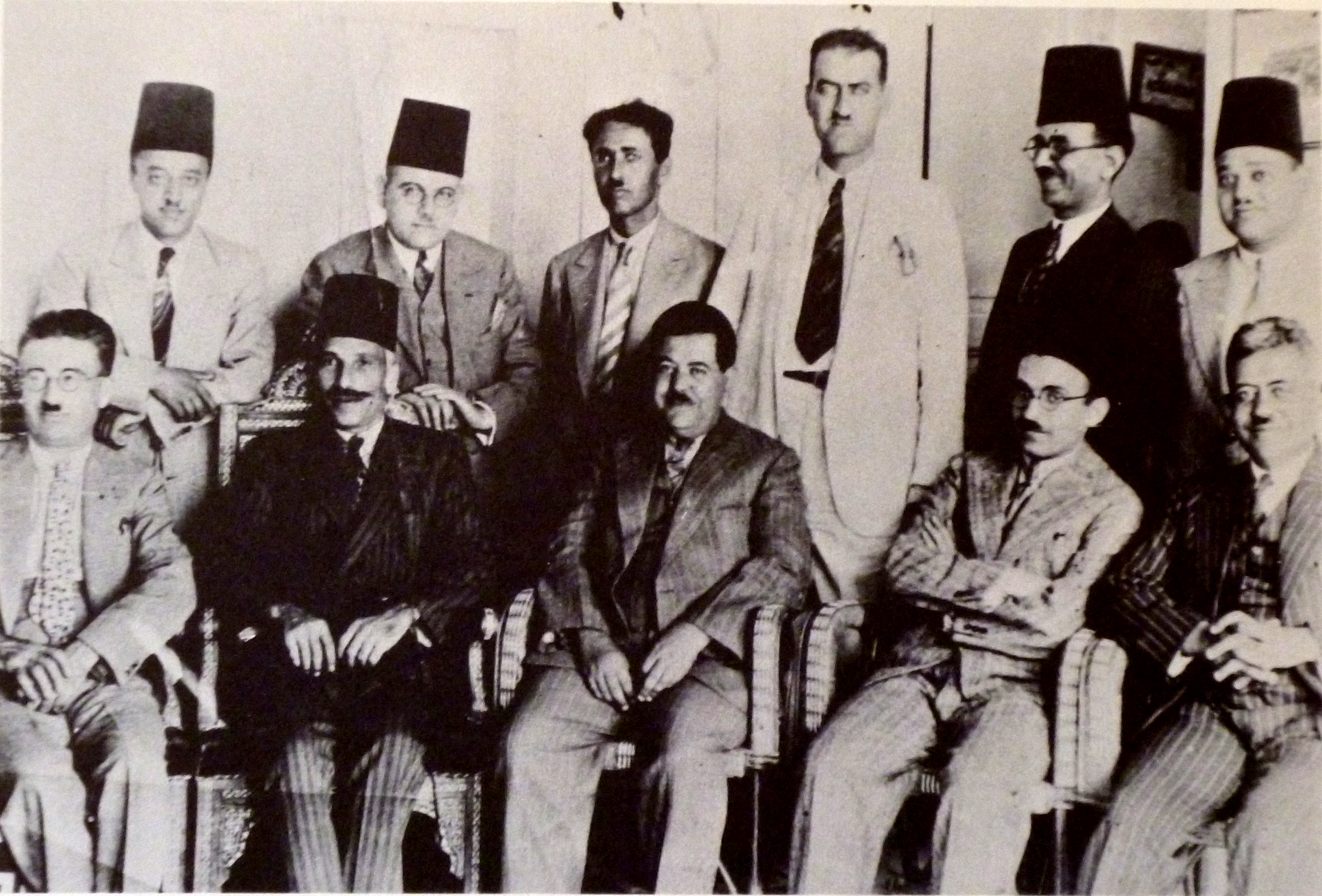
یک عکس یادبود از بنیانگذاران حزب استقلال در شهرستان نابلس در سال ۱۹۳۲، نشسته از چپ دکتر سلیم سلامه، رشید حاج ابراهیم، عزت دروزه، اکرم زعیتر، محمد علی دروزه و ایستاده از چپ: احمد شقیری، عجاج نویهض، فهمی العبوشی، صبحی الخضراء، علی ناصر الدین، ماجد قطب

فهمی شریف یکی از پایه‌گذاران حزب استقلال عربی بود. اعضای هیئت مؤسس این حزب عبارت بودند از عونی عبد الهادی، محمد عزت دروزه، صبحی الخضرا، رشید الحاج ابراهیم، معین الماضی، سلیم سلامه، اکرم زعیتر، عجاج نویهض، حمدی الحسینی و حربی الایوبی.

## ریاست شهرک جنین
فهمی در سال‌های ۱۹۳۴ تا ۱۹۳۸ در دوران قیمومت انگلستان بر فلسطین ریاست شهرک جنین را بر عهده داشت، این ایام همزمان با دوران حساس انقلاب فلسطین در سال ۱۹۳۶ بود و به همین خاطر مستمراً مورد فشار از طرف مقامات انگلیسی قرار می‌گرفت و سرانجام نیز بخاطر کمک‌هایی که به انقلاب عربی می‌کرد وی را از کار برکنار کرده و به بیروت تبعید کردند. او تا سال ۱۹۴۰ در تبعید به‌سر برد و سپس به جنین برگشت در حالی که خانه‌اش توسط یهودیان منفجر شده بود.

## مهارت در سخنرانی
فهمی شریف سخنران ماهری بود و در مدت فعالیتش در حزب استقلال عربی در سخنرانی‌های متعددی شرکت داشت. وی در سال ۱۹۳۲ در مراسم یادبود اشغال القدسعام در سال ۱۹۱۸ به عنوان سخنران شرکت کرد. همچنین در بزرگداشت ۳ تن از شهدای برجسته فلسطینی نیز سخنرانی کرد.

## وفات
فهمی شریف در سن ۸۰ سالگی در سال ۱۹۷۵ درگذشت و در گورستان جنین شرقی بخاک سپرده شد.